# Stone Pagamentos
Stone Pagamentos是巴西的一家金融科技公司，创立于2012年巴西央行结束信用卡支付行业垄断之后，其主要从事支付处理和金融服务，为在线零售商和实体商提供电子商务和POS服务。2019年，该公司占巴西支付市场份额的7%。
2018年，StoneCo.在纳斯达克上市，吸引了巴菲特旗下伯克希尔·哈撒韦公司以及阿里巴巴旗下蚂蚁金服的投资者, 筹资估为15亿美元。StoneCo是一家金融科技的提供商，通过其业务系统使得商家和集成合作伙伴能够在巴西的在线、实体以及移动端上进行商务交易。

## 发展历史
巴西信用卡支付行业垄断的终结很大程度上促进了该公司的创立。
起初两年中, 该公司主要在构建业务，并获得信用卡厂商Visa和Mastercard的许可, 从而能够开始运营。2014年，Stone Pagamentos开始了其首次支付交易。一年后，Stone将业务总部扩展到圣保罗，并进一步扩大了整个巴西的支付业务。
2016年, Stone接管了全球信用卡处理器厂商Elavo的巴西业务，成为了市场第四大参与者。
在巴西支付市场运营了4年之后, 该公司在美国纳斯达克上市。2018年10月25日，stone公司的股价为32美元，比首次公开发行时的股价（24美元）高出三分之一, 使得该公司实现了90亿美元的估值。